# Norops ortonii
Norops ortonii är en ödleart som beskrevs av  Cope 1868. Norops ortonii ingår i släktet Norops och familjen Polychrotidae. Inga underarter finns listade i Catalogue of Life.